# شارلوت وولف
شارلوت وولف (بالإنجليزية: Charlotte Wolff)‏ (و. 1897 – 1986 م) هي طبيبة، وكاتبة غير روائية، وكاتِبة، وعالمة نفس من المملكة المتحدة، وألمانيا، توفيت في لندن، عن عمر يناهز 89 عاماً.

## التعليم
تعلمت في جامعة هومبولت في برلين.